# Esseiachryson minutum
Esseiachryson minutum (лат.) — вид жуков-усачей, единственный в составе рода Esseiachryson из подсемейства настоящих усачей (Cerambycinae). Распространён в Южной Америке: эндемик Чили. Впервые был описан в 1851 году под названием Grammicosum minutum Blanchard, 1851 и в 2002 году выделен в отдельный род Esseiachryson Martins, 2002. Общая окраска красновато-коричневая или коричневатая. Мелкий жук-усач, длина тела от 4,5 до 5,3 мм, ширина переднегруди около 1 мм. От других родов трибы Achrysonini отличается следующими признаками: антенномер III короче скапуса, самый короткий среди всех члеников жгутика усика; пронотум без бугорков, надкрылья равномерно выпуклые. Кормовые растения: Квиллайя мыльная (Quillaja saponaria, Розовые).